# Sanma Akashiya
Sanma Akashiya (明石家 さんま Akashiya Sanma?), seudónimo de Takafumi Sugimoto (杉本 髙文 Sugimoto Takafumi?) (Kushimoto, 1 de abril de 1955), es un comediante japonés. Está considerado uno de los tres comediantes más populares de la televisión japonesa del siglo XX, junto con Takeshi Kitano (Beat Takeshi) y Tamori.

## Biografía
Akashiya nació en Kushimoto (prefectura de Wakayama) y pasó su infancia en Nara. Interesado por la comedia desde joven, se especializó en monólogos tradicionales (rakugo) y fue aceptado como discípulo por Matsunosuke Shofukutei, quien además le dio el apodo de «Sanma» (en japonés, caballa) porque su familia trabajaba en una piscifactoría. La mayor parte de su humor está basado en bromas personales, sketches, y expresiones propias de la región de Kansai.
Después de ser contratado por la agencia Yoshimoto Kōgyō, sy debut en televisión llegó a finales de los años 1970. A nivel nacional, el programa con el que saltó al estrellato fue Oretachi hyōkin zoku (Fuji TV, 1981-1989), copresentado con Takeshi Kitano. Desde entonces ha conducido o colaborado en más de cuarenta programas de televisión a nivel nacional, entre ellos Tsūkai! Akashiya TV (MBS, desde 1990), Odoru! Sanma Goten (NTV, desde 1997), Honma Dekka!? (Fuji TV, desde 2009) e Improvement Committee (Fuji TV, desde 2015), así como el programa de variedades Sanma no Manma (Kansai TV, 1985-2016).
En el plano personal, Sanma estuvo casado con la actriz Shinobu Otake entre 1988 y 1992; ambos tuvieron una hija, Imalu Otake, que también ha sido actriz y comediante.